# Фанус
Фанус (арап. فانوس) је народни и традиционални фењер који се користи за украшавање улица и домова у месецу рамазану. Пореклом из Египта, проширили су се по муслиманском свету и уобичајени су симбол светог месеца.
Користи се широм света, посебно у азијским регионима и арапском свету, не само у сврхе одређене религије, већ и за имена људи или у украсне сврхе. Могу се наћи у кућама, ресторанима, хотелима, тржним центрима. Често уређена као група светла распоређених у различите дизајне и облике. За њихову израду углавном се користе метал и стакло.

## Етимологија
Реч фанус је појам грчког порекла транслитериран у свећа што значи светлост или фењер. Историјски је коришћен у значењу светлост света и симбол је наде, као светлости у тами.

## Историја
Традиционална употреба фануса као украса повезана је са Рамазаном настала током Фатимидског калифата, превасходно усредсређеног у Египту, где подаци указују да су калифа Ел Муиза Египћани дочекали држећи фењере како би прослави његов долазак у Каиро током светог месеца Рамазана. Његова употреба се сада проширила на готово све муслиманске земље.
У стара времена била је слична лампи и садржавала би свеће или уље. Фанус се првобитно развио из бакљи које су се користиле на фараонским фестивалима славећи излазак звезде Сиријус. За пет дана, Стари Египат је славио рођендан са Озирисом, Хорусом, Изидом, Ситом и Нефтидом сваког дана осветљујући улице са фанусом. Бакље или свеће су се такође користиле у раном хришћанству што бележи египатски историчар који је у својој књизи Al Mawaiz wa al-'i'tibar bi dhikr al-khitat wa al-'athar приметио да су ове бакље или свеће коришћене на Божић за прославу.